# Särskilda skyddsgruppen
Särskilda skyddsgruppen (SSG) var ett svenskt specialförband inom Försvarsmakten som verkade mellan åren 1994 och 2011. Förbandets stab var förlagd inom Karlsborgs garnison i Karlsborg i Västergötland.

## Historik
Grundandet av SSG påbörjades i slutet av 1980-talet och blev ett svenskt krigsförband år 1994. SSG:s ursprung kom från brittiska influenser med bland annat de nya MP-Skvadronerna (Militärpolisjägarna) och den så kallade Jägarbefälsgruppen som organiserades vid Livregementets husarer (K 3) för att sedan övergå i den numera nedlagda Riksbataljonen.
Bakgrunden till bildandet av SSG var dåvarande ÖB:s insikt om att jägarförbanden inte var tillräckligt utbildade och tränade för att klara av de mycket kvalificerade uppgifter som omvärldens specialförband dimensionerades emot. SSG utvecklade en egen urvalsmodell där det traditionella utmattningstestet kompletterades med omfattande psykologitester. De sistnämnda testerna påminner om de tester som stridspiloter genomför.
Uttagningen till SSG pågick i två veckor och var aspiranten fortsatt intressant ur SSG:s synvinkel erbjöds man en provtjänstgöring vid förbandet. Efter de två uttagningsveckorna var det sällan mer än 25 % av aspiranterna som var kvar. Grundutbildningen vid SSG var 18 månader där även provtjänstgöring på förbandet ingick och därefter skedde specialiseringsutbildning, som omfattade en patrullspecialitet men också en innästlingsspecialitet.
Mot bakgrund av svensk lagstiftning och erfarenheterna från Ådalshändelserna år 1931 (då svensk militär ur Västernorrlands regemente öppnade eld mot civila demonstranter) var det inledningsvis inte utan tvekan SSG kunde få uppdraget att lösa väpnade uppgifter i fredstid på eget territorium. Ny lagstiftning ger dock från och med juni 2006 Försvarsmakten, och därmed SSG, befogenheter att understödja polisen även vid inrikes terroristbekämpning.
År 2011 slogs förbandet samman med Särskilda inhämtningsgruppen (SIG) och bildade Särskilda operationsgruppen (SOG) som är kärnförbandet i Försvarsmaktens specialförband (FM SF).

## Verksamhet
Förbandet var förlagt i Karlsborg, jämte Livregementets husarer (K 3) och Fallskärmsjägarskolan (FJS). Dess uppgifter var bland annat strid, underrättelseinhämtning samt person- och objektskydd. 
SSG rekryterade personal med svenskt medborgarskap ur såväl officerskadern som bland dem som fullgjort sin militära grundutbildning. Styrkan blev mest känd inom försvarsmakten genom sin medverkan under 2001 i Kosovo, då de under en längre period var förlagda på den svenska campen, Camp Viktoria. Deras uppgifter där var givetvis hemliga, men bland annat sysslade de med signalspaning. Förbandet blev känt för den breda allmänheten i samband med artiklar och rapporter i massmedia omkring 10 april 2002, då personal ur SSG tjänstgjort i Afghanistan som en del av International Security Assistance Force (ISAF). Det blev aktuellt igen i slutet av november 2005 när två medlemmar i SSG dog och två andra skadades till följd av att det fordon de färdades i drabbades av ett oriktat bombattentat i norra Afghanistan.
SSG har även tjänstgjort i Kongo-Kinshasa 2003, före insatsen i Afghanistan, under fransk ledning och deras förband medverkade i den EU-ledda operationen Artemis. Där deltog svenskarna i strider mot militanta rebellgrupper. Uppdraget handlade om att säkra och försvara ett flygfält vid staden Bunia så att ett mer omfattande FN-förband kunde flygas in. Frankrike ska kort före verkställandet av SSG:s transport till Kongo ha uttalat att svenskarna egentligen inte behövdes på plats, men eftersom detta var den första chansen att pröva och utvärdera SSG i ett skarpt internationellt uppdrag insisterade man från svensk militärledning. FJS-IK (Fallskärmsjägarnas insatskompani) eller SIG var även på plats som en del av den svenska styrkan. 
En av de deltagande SSG-operatörerna i operation Artemis ska senare ha sagt att Sverige tack vare den lyckade insatsen i Kongo fick "betydligt större gehör kring förhandlingsborden i Bryssel". Det framgick inte vilka typer av förhandlingar som avsågs. En annan efterverkning av operation Artemis kom några år senare när SVT:s Uppdrag granskning tog upp fall av hävdad tortyr utförd av de franska trupperna och att SSG-personal inte ingrep trots att de kände till vad som hände. Tortyraffären behandlas i mer detalj i artikeln Operation Artemis.
SSG bestod av uppskattningsvis cirka 80 tränade operatörer vilket dock är högst osäkert då förbandets styrka var hemlig.